# Хохлов, Александр Евгеньевич
Алекса́ндр Евге́ньевич Хохло́в (1892—1966) — советский актёр театра и кино. Народный артист РСФСР (1946). Лауреат Сталинской премии второй степени (1951).

## Биография
Александр Евгеньевич Хохлов родился 21 февраля (4 марта) 1892 года в Москве.
Начал выступать в Смоленском театре (1910), в 1910—1919 работал в театрах Винницы, Тамбова, Иркутска, Ташкента, Ярославля, Нижнего Новгорода. С 1919 года работал в Москве в Государственном показательном театре, Театре РСФСР 1-м, т-ре «Комедия» (б. Театр Корша).
В 1931—1964 годах актёр ЦТКА.
Снялся в 11 фильмах, но зато был востребован в театре, сыграв Чацкого в спектакле «Горе от ума».
Скончался 28 октября 1966 года от сердечного приступа. Похоронен в Москве в колумбарии Новодевичьего кладбища.

## Признание и награды
- Заслуженный артист РСФСР (29.12.1934)
- Народный артист РСФСР (1946)
- Сталинская премия второй степени (1951) — за исполнение роли князя Г. А. Потёмкина в спектакле «Флаг адмирала» А. П. Штейна

## Фильмография

### Роли в театре

#### Центральный театр Красной армии
- 1934 — «Горе от ума» А. С. Грибоедова — Александр Андреевич Чацкий
- 1944 — «Сталинградцы» Ю. Чепурина — командующий армией Дыбин
- 1950 — «Флаг адмирала» А. П. Штейна — князь Потёмкин-Таврический

### Роли в кино
1. 1939 — Ленин в 1918 году — профессор
2. 1939 — Поднятая целина — Половцев
3. 1941 — Первопечатник Иван Фёдоров (короткометражный) — Владимир Старицкий
4. 1946 — Адмирал Нахимов — Наполеон III
5. 1949 — Трудные судьбы — Григорий
6. 1949 — У них есть Родина — Кук
7. 1949 — Суд чести — председатель суда чести
8. 1950 — Жуковский — Профессор Московского университета
9. 1950 — Секретная миссия — Крупп
10. 1953 — Вихри враждебные — Френсис
11. 1956 — Пролог — Полковник
12. 1957 — Борец и клоун — Капулетто
13. 1963 — Секретарь обкома — Черногус